# Pyrgoniscus scopelicus
Pyrgoniscus scopelicus är en kräftdjursart som beskrevs av Lillemets och Wilson 2002. Pyrgoniscus scopelicus ingår i släktet Pyrgoniscus och familjen Armadillidae. Inga underarter finns listade i Catalogue of Life.